# Олексюк Дмитро Михайлович
Дмитро́ Миха́йлович Олексю́к — підполковник Державної прикордонної служби України, учасник російсько-української війни, що відзначився в ході російського вторгнення в Україну. Герой України (2024).

## Життєпис
Народився 17 травня 1992 в селі Новоставці на Хмельниччині. 
Закінчив Національну академію Державної прикордонної служби України та у 2013 році почав нести службу на прикордонному пункті контролю «Мілове» у складі Луганського прикордонного загону. 
Брав участь в АТО на сході України.
Після повномасштабного вторгнення брав участь та керував підрозділом прикордонників у боях за Кремінну, Рубіжне, Попасну, Лиман, Святогірськ.
З грудня 2022 року підрозділ під керівництвом Дмитра Олексюка брав участь в обороні Бахмута. За цей період у районі міста противник втратив понад 100 осіб, зокрема «вагнерівців», а двох взяли в полон; було збито два літаки Су-25; знищено значну кількість укріплень ворога, а також десятки одиниць озброєння та техніки.
Станом на 2025 рік продовжує нести службу у складі підрозділу безпілотних авіаційних систем «Фенікс» бригади «Помста». Виконує бойові завдання на Бахмутському напрямку. Під його керівництвом зищено велику кількість особового складу, десятки одиниць озброєння та техніки пртивника.

## Нагороди
- Звання Герой України з врученням ордена «Золота Зірка» (29 квітня 2024) — за особисту мужність і героїзм, виявлені у захисті державного суверенітету та територіальної цілісності України, самовіддане служіння Українському народові[6].
- Орден Богдана Хмельницького II ступеня (20 лютого 2025) — за особисту мужність, виявлену в захисті державного суверенітету та територіальної цілісності України, самовіддане служіння Українському народові[7].
- Орден Богдана Хмельницького III ступеня (15 лютого 2023) — за особисту мужність і самовідданість, виявлені у захисті державного суверенітету та територіальної цілісності України, сумлінне і бездоганне служіння Українському народові[8].
- Медаль «За військову службу Україні» (7 вересня 2022) — за особисту мужність і самовідданість, виявлені у захисті державного суверенітету та територіальної цілісності України, вірність військовій присязі, сумлінне та бездоганне виконання службового обов'язку[9].